# Sint-Maria-Magdalenarusthuis

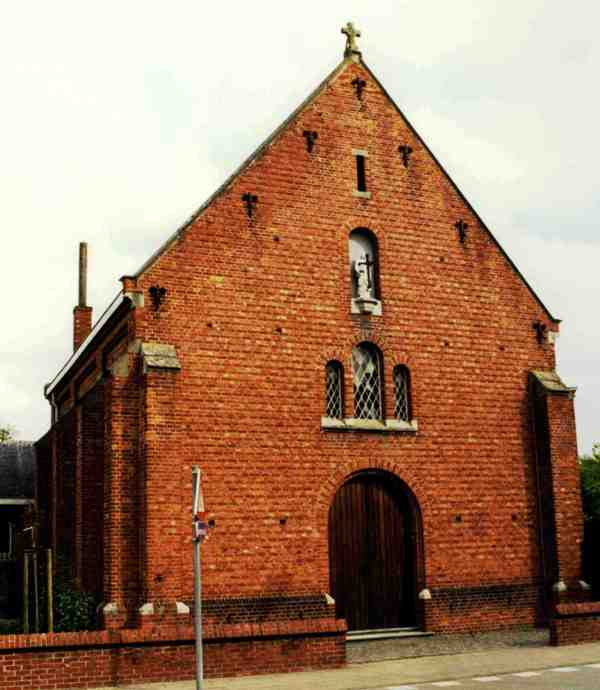
Kapel van het rusthuis

Het Sint-Maria-Magdalenarusthuis is een bejaardentehuis met kapel in de Antwerpse plaats Grobbendonk, gelegen aan de Schransstraat 53.

## Geschiedenis
Op 13 maart 1437 werd het Godshuis voor arme vrouwen gesticht op de plaats waar tegenwoordig de Sint-Lambertuskerk zich bevindt. De kapel van dit godshuis werd in de 15e en 16e eeuw uitgebreid tot een gotisch kerkgebouw, waarbij de oude kapel als koor dienst ging doen. Vanaf 1718 werd de kapel in gebruik genomen als parochiekerk van Grobbendonk, als vervanging van de oude parochiekerk. In 1940 brandde deze kerk af.
Het godshuis verplaatste zich naar de Schransstraat en groeide uit tot het latere Sint-Maria-Magdalenagodshuis. Hierbij hoorde een kapel die omstreeks 1930 werd gebouwd. De huidige rusthuisgebouwen zijn van 1965-1966.

## Kapel
De kapel is een rechthoekig bakstenen gebouw met puntgevel en zadeldak. De voorgevel heeft een rondboogpoort en een rondbogig drielicht, en ook een nis met heiligenbeeld.